# داني أوكس
داني أوكس (بالإنجليزية: Danny Oakes)‏ هو سائق فورمولا 1 أمريكي، ولد في 18 يوليو 1911 في سانتا باربارا في الولايات المتحدة، وتوفي في 13 يناير 2007.